# زبان کومی
زبان کومی(به انگلیسی: Komi language)(به روسی: коми кыв) از زبان‌های اورالی رایج در کشور روسیه است که نزدیکی زیادی با زبان‌های اودمورت و پرمی دارد.این زبان که دارای گویش‌های متعددی می‌باشد  حدود سیصدهزار نفر گویشور دارد.که عمدتاً در شمال شرقی اروپا در خاک روسیه زندگی می‌کنند.